# Albertine Deletaille
Albertine Deletaille, née Roelofs à La Haye aux Pays-Bas le 9 février 1902 et morte à Callian (Var) le 2 février 2008, est une illustratrice et auteure de livres jeunesse française. 

## Biographie
Albertine Deletaille naît dans un milieu de peintres, elle étudie les beaux-arts avant de se marier et de mettre au monde cinq enfants. Elle débute comme illustratrice aux Éditions Desclée de Brouwer, puis chez d'autres éditeurs belges. Ce n'est qu'à l'âge de cinquante ans, une fois ses enfants élevés, qu'elle devient autrice-illustratrice. Après avoir publié ses premiers albums, elle s'adresse à Paul Faucher, le créateur de la collection du Père Castor.
Elle rencontre le succès avec ses premiers albums au Père Castor, et ne cesse d'en produire, certains étant devenus des classiques de la littérature jeunesse.
D'une grande qualité narrative, son œuvre est le fruit d'une importante documentation, pour le graphisme, et d'une grande attention aux enfants, avec lesquels elle a conçu la plupart de ses albums.

## Œuvres
- Têtes folles et cœurs d’or, texte d'Albert Hublet, s.j., coll. « Belle-Humeur », Éditions Desclée de Brouwer, 1934; 2e éditions, (8e mille), 1936
- La Petite Étoile (conte de Marie Gevers, Bruxelles, 1941)
- La Noël du petit Joseph (conte de Marie Gevers, 1941(?)), Editions des Artistes - A.N°4354
- Quand tout le monde dort(1942?) Editions des Artistes
- Ce temps si court… (texte de Anne-Marie Tellier, 1942)
- Le Soleil (conte de Marie Gevers, Bruxelles, 1943)
- La Maison-qui-rit (texte de Jeanne Cappe, Casterman, Tournai-Paris, 1945)
- At the top of the house (Harcourt, Brace and company, New York, 1946)
- Belle chance (texte de Jeanne Cappe, Casterman, Tournai, 1947)
- Chat-lune  (1954)
- La Maison qui chante (1954)
- La Boîte à soleil (1954)
- Où les mettre (1955)
- Cachés dans la forêt (1957)
- Moi et mon petit (1958)
- C'est moi le chien (1959)
- La Plume mordorée (1960)
- Toutes petites histoires (1961)
- Toutes petites histoires (1961)
- Les Miettes de mon pain (1962)
- La Maison de mes chatons (1962)
- Si si si c'était un ami ? (1962)
- La Fête d'aujourd'hui (1964)
- Le Trésor d'Olivier (1966)
- Blancheline (1968)
- Nuit de mai (1969)
- Joselito (1970)
- Petit chat perdu (texte de Natacha, 1971)
- Chaussons pirouettes (1972, texte de Laurence Delaby)
- Le Sapin à cacahuètes (1973)
- Ma chambre à nous (thème de Quentin Deletaille, 1972)
- Pouske, Minouske, Patapouske (1974)
- Viens ! (1975)
- Des lunettes pour Guillemette (1975)
- L'Île blanche (1976)
- Coquin de sac (1977, texte de Laurence Delaby)
- Petit ou grand (1977)
- Ombre mon amie (1977)
- Hans Brinker, le petit héros de Haarlem (1978)
- La Poupée parlante (1979)
- Bataille (1979)
- Un Radis rond rose à bout blanc (1980)
- L'Auto-stop (1981)
- Au milieu des deux (1983)
- L'An passé (1985)
- Iac chien de garde (1987)

## Prix et distinctions
- 1958 : (international) « Honor List »[2], de l' IBBY, pour Cachés dans la forêt